# داکسیس
مشخصات واسط خدمات داده بر روی کابل، (DOCSIS) یک استاندارد مخابراتی بین‌المللی است که به سیستم‌های موجود تلویزیون کابلی (به انگلیسی: CATV) امکان می‌دهد تا داده با پهنای باند بالا را منتقل کند. این استاندارد توسط بسیاری از اپراتورهای تلویزیون کابلی برای ارائه دسترسی به اینترنت کابلی از طریق زیرساخت فیبر کواکسیال هیبریدی (به انگلیسی: HFC) استفاده می‌شود.
داکسیس در ابتدا توسط شرکت کیبل لبز و با مشارکت شرکت‌های اریس ، بیگبند نتروکز ، برودکام ، سیسکو ، کام‌کست ، کنکسنت ، کاکس ، هارمونیک ، اینتل ، موتورولا ، نتگیر ، ترایون ، تایم وارنر کیبل و تگزاس اینسترومنتس توسعه داده‌شد.

## نسخه ها
داکسیس 1.0
در مارس ۱۹۹۷ داکسیس ۱.۰ منتشر شد، که شامل عناصر عملکردی‌ای بود در مودم‌های کابلی موجود استفاده می‌شد.
داکسیس ۱.۱
در آوریل ۱۹۹۹، سازوکارهای استاندارد کیفیت خدمت (به انگلیسی: QoS) داکسیس ۱.۱ که در داکسیس ۱.۰ مشخص شده‌بود، منتشر شد.
داکسیس ۲.۰ (به عنوان D۲ شناخته می‌شود)
داکسیس ۲.۰ که در دسامبر ۲۰۰۱ منتشر شد، نرخ داده‌های بالادستی را در پاسخ به افزایش تقاضا برای خدمات متقارن مانند تلفن IP افزایش داد.
داکسیس ۳.۰ (به عنوان D۳ شناخته می‌شود)
داکسیس ۳.۰ که در آگوست ۲۰۰۶ منتشر شد، به طور قابل توجهی نرخ داده (هم بالادست و هم پایین دست) را افزایش داد و پشتیبانی از پروتکل اینترنت نسخه ۶ (به انگلیسی: IPv6) را معرفی کرد.
داکسیس ۳.۱
اولین‌بار در اکتبر ۲۰۱۳ منتشر شد و متعاقباً چندین‌بار به روز شد. مجموعۀ مشخصات استاندارد داکسیس ۳.۱، با استفاده از 4096-QAM از ظرفیت تا ۱۰ گیگابیت بر ثانیه در پایین دست و ۱ گیگابیت بر ثانیه بالادست پشتیبانی می‌کند. مشخصات جدید فاصله کانال های عریض ۶ مگاهرتزی و ۸ مگاهرتزی را حذف کرده و به جای آنها از زیر‌حامل های تقسیم فرکانس متعامد باریک‌تر (با عرض ۲۵ کیلوهرتزی یا ۵۰ کیلوهرتزی) استفاده می‌کند. این زیر‌حامل ها می توانند در داخل یک محدوده طیفی تجمیع شوند و نهایتاً به پهنای باند حدود ۲۰۰ مگاهرتز دست پیدا کنند. فناوری داکسیس ۳.۱ شامل ویژگی‌های مدیریت انرژی نیز می شود که صنعت خدمات کابلی را قادر می‌سازد تا مصرف انرژی خود را کاهش دهد و الگوریتم DOCSIS-PIE نیز بافربلوت را کاهش می دهد. در فوریه ۲۰۱۶ شرکت ارائه دهنده پهنای باند کام‌کست در ایالات متحده اعلام کرد که شهرهای محدوده کاری فعلی‌اش تا قبل از پایان سال، دارای خدمات داکسیس ۳.۱ خواهند‌شد. در پایان سال ۲۰۱۶، مدیاکام نیز اعلام کرد که اولین شرکت بزرگ کابلی ایالات متحده خواهد‌بود که به‌طور کامل به سکوی داکسیس ۳.۱ انتقال می‌یابد.
داکسیس ۴.۰
بر پایهٔ DOCSIS ۳.۱ پیش می‌رود و از کل طیف کابل (از حدود ۰ مگاهرتز تا ۱٫۸ گیگاهرتز) به‌صورت هم‌زمان هم برای بالادست و هم برای پایین‌دست استفاده می‌کند. این فناوری امکان ارائهٔ خدمات چند گیگابیتی متقارن را فراهم می‌کند و با DOCSIS ۳.۱ سازگاری پسین دارد. CableLabs مشخصات کامل آن را در اکتبر ۲۰۱۷ منتشر کرد. این فناوری پیش‌تر با نام DOCSIS ۳.۱ Full Duplex شناخته می‌شد، اما اکنون بخشی از DOCSIS ۴.۰ در نظر گرفته شده است.
داکسیس ۵.۰
برای سال ۲۰۲۵ یا دیرتر پیشنهاد شده است. هدف‌گذاری آن ارائهٔ ۲۵ گیگابیت‌برثانیه در پایین‌دست و دست‌کم ۵ گیگابیت‌برثانیه در بالادست روی ۳ گیگاهرتز است.

### مقایسه
چندین نسخه از DOCSIS می‌توانند به‌طور هم‌زمان با استفاده از تسهیم تقسیم فرکانسی به کار گرفته شوند و هر نسخه بر پایهٔ فرکانس‌های عملیاتی جداگانهٔ خودش عمل کند. در سال ۱۹۹۴، استاندارد ۸۰۲.۱۴ برای توسعه کنترل دسترسی رسانه بر روی فیبر ترکیبی هم‌محور منتشر شد. در ۱۹۹۵، شرکت سیستم شبکه کابلی چند رسانه‌ای (به انگلیسی: MCNS) تشکیل شد و شرکای اصلی آن تله-کامیونیکیشنز ، تایم وارنر کیبل ، کامکست و کاکس بودند. در ادامه کُنتینِتنال کِیبل و راجرز نیز به این گروه پیوستند. در ژوئن ۱۹۹۶، جامعه مهندسین مخابرات کابلی (به انگلیسی: SCTE) زیر‌کمیته استانداردهای داده را برای شروع کار بر روی ایجاد استانداردهای ملی برای داده‌های پرسرعت بر روی کابل تشکیل داد. در جولای ۱۹۹۷، SCTE DSS به سند DSS 97-2 رأی مثبت داد. این استاندارد بر اساس مشخصات داکسیس است که بر همگان روشن بود. در عین حال، این استاندارد به "بخش استانداردسازی ارتباطات از راه دور" اتحادیه بین المللی ارتباطات (به انگلیسی: ITU-T) ارسال شد و تحت عنوان ITU-T J.۱۱۲ ضمیمه B پذیرفته شد.
| نسخه داکسیس | تاریخ تولید | حداکثر ظرفیت پایین دست | حداکثر ظرفیت بالادست | امکانات                                                                                         |
| ----------- | ----------- | ---------------------- | -------------------- | ----------------------------------------------------------------------------------------------- |
| ۱.۰         | ۱۹۹۷        | ۴۰ مگابیت بر ثانیه     | ۱۰ مگابیت بر ثانیه   | انتشار اولیه                                                                                    |
| ۱.۱         | ۲۰۰۱        | ۴۰ مگابیت بر ثانیه     | ۱۰ مگابیت بر ثانیه   | قابلیت‌های VOIP و مکانیسم های کیفیت خدمت اضافه شده‌است                                            |
| ۲.۰         | ۲۰۰۲        | ۴۰ مگابیت بر ثانیه     | ۳۰ مگابیت بر ثانیه   | افزایش نرخ داده بالادستی                                                                        |
| ۳.۰         | ۲۰۰۶        | ۱ گیگابیت بر ثانیه     | ۲۰۰ مگابیت بر ثانیه  | افزایش قابل توجه نرخ داده های پایین دستی و بالادستی، ارائه پشتیبانی از IPv۶، معرفی تجمیع ارتباط |
| ۳.۱         | ۲۰۱۳        | ۱۰ گیگابیت بر ثانیه    | ۱-۲ گیگابیت بر ثانیه | افزایش قابل توجه نرخ داده‌های پایین دستی و بالادستی، ساختار مجدد مشخصات کانال                    |
| ۴.۰         | ۲۰۱۷        | ۱۰ گیگابیت بر ثانیه    | ۶ گیگابیت بر ثانیه   | گذرداد بالادستی از داکسیس ۳.۱ به طور قابل توجهی افزایش یافته است                                |

## استاندارد های معادل اروپایی
از آنجایی که طرح های پهنای باند تخصیص فرکانس، بین سیستم های تلویزیون کابلی ایالات متحده و اروپا متفاوت است، استانداردهای داکسیس پیشتر از نسخه ۳.۱ برای استفاده در اروپا اصلاح شده اند. این تغییرات با نام یورو-داکسیس منتشر شد. تفاوت بین پهنای باند به این دلیل وجود دارد که تلویزیون کابلی اروپا با استانداردهای پال/DVB-C با پهنای باند ۸ مگاهرتز منطبق هستند و تلویزیون کابلی آمریکای شمالی با استانداردهای ان‌تی‌اس‌سی/ATSC با پهنای باند ۶ مگاهرتز منطبق هستند. اضافه پهنای باند کانال در معماری های یورو-داکسیس اجازه می دهد که پهنای باند بیشتری به مسیر داده های پایین دستی (به سمت کاربر) اختصاص یابد. تست گواهی یورو-داکسیس توسط شرکت بلژیکی Excentis (که قبلاً tComLabs نامیده می شد) انجام می شود، در حالی که تست گواهینامه داکسیس توسط کیبل لبز انجام می شود. به طور معمول، تجهیزات محل مشتری "گواهینامه" (به انگلیسی: certification) دریافت می کنند، و در مقابل، تجهیزات CMTS "صلاحیت" (به انگلیسی: qualification) را دریافت می کنند.

## استانداردهای بین المللی
بخش استانداردسازی مخابرات ITU نسخه های مختلف داکسیس را به عنوان استانداردهای بین المللی تایید کرده است. داکسیس ۱.۰ به عنوان توصیه ITU-T J.۱۱۲ Annex B (۱۹۹۸) تصویب شد، اما بعداً توسط داکسیس ۱.۱ تحت عنوان توصیه ITU-T J.۱۱۲ Annex B (۲۰۰۱) جایگزین شد. پس از آن، داکسیس ۲.۰ به عنوان توصیه ITU-T J.۱۲۲ تصویب شد. اخیراً نیز داکسیس ۳.۰ به عنوان توصیه ITU-T J.۲۲۲ ( J.۲۲۲.۰ ، J.۲۲۲.۱ ، J.۲۲۲.۲ ، J.۲۲۲.۳ ) تصویب شد.

## امکانات
داکسیس گزینه‌های متنوعی را در لایه‌های ۱ و ۲ اتصال سیستم‌های باز (OSI) - لایه‌های پیوند داده و لایه فیزیکی - فراهم می‌کند.

### لایه فیزیکی
- پهنای کانال:
  - پایین دست: همه نسخه های داکسیس قبل از نسخه‌ی ۳.۱ از کانال های ۶ مگاهرتز (آمریکای شمالی) یا ۸ مگاهرتز ("یورو-داکسیس") استفاده می کنند. داکسیس ۳.۱ از پهنای باند کانال ۱۹۲ مگاهرتز استفاده می کند.[۱۴]
  - بالا دست: داکسیس ۱.۰/۱.۱ عرض کانال را بین ۲۰۰ کیلوهرتز تا ۳.۲ مگاهرتز مشخص می کند. داکسیس نسخه ۲.۰ و ۳.۰، آن را ۶.۴ مگاهرتز مشخص می کند، اما به منظور سازگاری با اعقاب آن می تواند از عرض کانال باریکتر و قدیمی نیز استفاده کند. داکسیس ۳.۱ از پهنای باند کانال تا ۹۶ مگاهرتز در بالادست استفاده می کند.
- مدولاسیون:
  - پایین دست: تمام نسخه های داکسیس قبل از نسخه ۳.۱ مشخص می کنند که باید مدولاسیون کیوآام ۶۴ سطحه (64-QAM) یا ۲۵۶ سطحه (256-QAM) برای مدولاسیون داده های پایین دستی استفاده شود. این موضوع در استاندارد ITU-T J.۸۳-Annex B اشاره شده است.[۱۵] داکسیس نسخه ۳.۱ امکان استفاده از 16-QAM، 128-QAM، 512-QAM، 1024-QAM، 2048-QAM، 4096-QAM را با پشتیبانی اختیاری از 8192-QAM و 16384-QAM را اضافه کرده است.
  - بالا دست: داده های بالا دستی در داکسیس نسخه 1.x از کلیدگذاری تغییر فاز (به انگلیسی: QPSK) یا مدولاسیون کیوآام ۱۶ سطحی (16-QAM) استفاده می کنند، در حالی که برای داکسیس نسخه ۲.۰ و ۳.۰ از QPSK، 8-QAM، 16-QAM، 32-QAM، و 64-QAM استفاده می شود. به علاوه در داکسیس نسخه ۲.۰ و ۳.۰ از 128-QAM با مدولاسیون کد داربستی در حالت دسترسی چندگانه تقسیم کدی (با بازده طیفی مؤثر معادل با ۶۴-QAM) پشتیبانی می شود. داکسیس نسخه ۳.۱ از مدولاسیون داده QPSK تا 1024-QAM پشتیبانی می کند. پشتیبانی از 2048-QAM و 4096-QAM اختیاری است.

### لایه پیوند داده
- داکسیس از ترکیب روش‌های دسترسی قطعی برای ارسال‌های بالادستی استفاده میکند؛ به‌ویژه دسترسی چندگانه تقسیم زمانی (به انگلیسی: TDMA) برای داکسیس نسخه ۱.۰/۱.۱ و کاربرد همزمان TDMA و S-CDMA برای داکسیس نسخه ۲.۰ و ۳.۰، و پشتیبانی محدود از درخواست‌های "مناقشه برای پهنای باند"، به کار می‌گیرد. به همین دلیل است برخلاف روش مبتنی بر جدال جدی بر سر MAC CSMA/CD در سیستم های اترنت که در سیستم‌های قدیمی تر استفاده می‌شود، سیستم‌های داکسیس برخوردهای نسبتا کمی را تجربه می‌کنند؛ (البته که در سوئیچ شبکه هیچ جدالی وجود ندارد).
- برای داکسیس نسخه ۱.۱ به بالا، لایه داده شامل ویژگی‌های کیفیت خدمت (به انگلیسی: QoS) گسترده‌ای است که به پشتیبانی کارآمد از برنامه‌هایی که نیازهای ترافیکی خاصی من جمله÷ تأخیر کم دارند، به عنوان مثال صدا از طریق IP کمک می‌کند.
- داکسیس ۳.۰ دارای قابلیت تجمیع ارتباط است که امکان ترکیب و استفاده همزمان از چندین کانال پایین دستی و بالادستی توسط یک مشترک را فراهم می کند.[۱۶]

### گذرداد شبکه
سه نسخه اول استاندارد داکسیس از گذردهی پایین‌دستی با 256-QAM با نهایت سرعت ۴۲.۸۸ مگابیت بر ثانیه بر روی کانال های ۶ مگاهرتزی (تقریباً ۳۸ مگابیت بر ثانیه بدون در نظر گرفتن سربار)، یا ۵۵.۶۲ مگابیت بر ثانیه بر روی کانال های ۸ مگاهرتزی در استاندارد یورو-داکسیس (تقریباً معادل ۵۰ مگابیت بر ثانیه بدون در نظر گرفتن سربار) پشتیبانی می‌کنند. گذرداد شبکه بالادست ۳۰.۷۲ مگابیت بر ثانیه بر روی کانال های ۶.۴ مگاهرتزی (تقریباً ۲۷ مگابیت بر ثانیه پس از حذف سربار)، یا ۱۰.۲۴ مگابیت بر ثانیه در هر ۳.۲ کانال مگاهرتز (تقریباً ۹ مگابیت بر ثانیه پس از حذف سربار) است.
داکسیس ۳.۱ برای گذرداد پایین دستی از 4096-QAM با زیر‌حامل های ۲۵ کیلوهرتزی استفاده می کند و تا بیشینه ۱.۸۹ گیگابیت بر ثانیه بر روی کانال های OFDM به میزان ۱۹۲ مگاهرتز می رسد. گذرداد بالادستی ۰.۹۴ گیگابیت بر ثانیه بر روی کانال های OFDMA به میزان ۹۶ مگاهرتز.

### لایه شبکه
- مودم های داکسیس از طریق آدرس آی‌پی (پروتکل اینترنت) مدیریت می شوند.
- مشخصات استاندارد «DOCSIS ۲.۰ + IPv۶» امکان پشتیبانی از IPv۶ را در مودم‌های داکسیس نسخه ۲.۰ از طریق ارتقاء ثابت‌افزار فراهم می‌کرد.[۱۸][۱۹]
- داکسیس ۳.۰ مدیریت را روی IPv۶ اضافه کرد.[۱۶]

## گذرداد شبکه
جداول پایین پیش فرض مدولاسیون 256-QAM را برای پایین دست و 64-QAM برای بالادست در داکسیس نسخه ۳.۰ و مدولاسیون 4096-QAM را برای OFDM/OFDMA (به ترتیب برای پایین دست/بالادست) در داکسیس ۳.۱ در نظر میگیرند. گرچه نرخ های داده در دنیای واقعی ممکن است به دلایل مختلف و بسته به SNR کمتر باشد. دستیابی نرخ های داده بالاتر نیز امکان پذیر است اما به طرح های QAM مرتبه‌ی بالاتری نیاز دارد که به نسبت خطای مدولاسیون پایین دستی بالاتر (MER) نیاز دارد. داکسیس ۳.۱ برای پشتیبانی از 8192-QAM/16,384-QAM طراحی شده است، اما برای تطابق با حداقل های استاندارد داکسیس ۳.۱، تنها پشتیبانی از بیشینه ۴۰۹۶-QAM اجباری است.
| نسخه | پایین دست                         | پایین دست                                             | پایین دست              | پایین دست          | پایین دست                                                             | پایین دست                                                          | بالادست                           | بالادست                                               | بالادست                | بالادست            | بالادست                                                            |
| نسخه | پیکربندی کانال                    | پیکربندی کانال                                        | پیکربندی کانال         | پیکربندی کانال     | توان عملیاتی داکسیس بر حسب مگابیت بر ثانیه                            | توان عملیاتی یورو-داکسیس بر حسب مگابیت بر ثانیه                    | پیکربندی کانال                    | پیکربندی کانال                                        | پیکربندی کانال         | پیکربندی کانال     | توان عملیاتی بر حسب مگابیت بر ثانیه                                |
| نسخه | حداقل تعداد کانال های قابل انتخاب | حداقل تعداد کانال هایی که سخت افزار باید پشتیبانی کند | تعداد کانال انتخاب شده | حداکثر تعداد کانال | توان عملیاتی داکسیس بر حسب مگابیت بر ثانیه                            | توان عملیاتی یورو-داکسیس بر حسب مگابیت بر ثانیه                    | حداقل تعداد کانال های قابل انتخاب | حداقل تعداد کانال هایی که سخت افزار باید پشتیبانی کند | تعداد کانال انتخاب شده | حداکثر تعداد کانال | توان عملیاتی بر حسب مگابیت بر ثانیه                                |
| ---- | --------------------------------- | ----------------------------------------------------- | ---------------------- | ------------------ | --------------------------------------------------------------------- | ------------------------------------------------------------------ | --------------------------------- | ----------------------------------------------------- | ---------------------- | ------------------ | ------------------------------------------------------------------ |
| ۱.x  | ۱                                 | ۱                                                     | ۱                      | ۱                  | ۴۲.۸۸                                                                 | ۵۵.۶۲                                                              | ۱                                 | ۱                                                     | ۱                      | ۱                  | ۱۰.۲۴                                                              |
| ۲.۰  | ۱                                 | ۱                                                     | ۱                      | ۱                  | ۴۲.۸۸                                                                 | ۵۵.۶۲                                                              | ۱                                 | ۱                                                     | ۱                      | ۱                  | ۳۰.۷۲                                                              |
| ۳.۰  | ۱                                 | ۴                                                     | m                      | تعریف نشده         | m × ۴۲.۸۸                                                             | m × ۵۵.۶۲                                                          | ۱                                 | ۴                                                     | n                      | تعریف نشده         | n × ۳۰.۷۲                                                          |
| ۳.۱  | ۱ کانال OFDM یا ۱ کانال SC-QAM    | ۲ کانال OFDM و ۳۲ کانال SC-QAM                        | m۱ m۲                  | تعریف نشده         | وابسته به پهنای باند کانال OFDM بر حسب مگاهرتز به علاوه مترm۲ × ۴۲.۸۸ | وابسته به پهنای باند کانال OFDM بر حسب مگاهرتز به علاوه m۲ × ۵۵.۶۲ | ۱ کانال OFDMA یا ۱ کانال SC-QAM   | ۲ کانال OFDMA و ۸ کانال SC-QAM                        | n۱ n۲                  | تعریف نشده         | وابسته به پهنای باند کانال OFDM بر حسب مگاهرتز به علاوه n۲ × ۳۰.۷۲ |

برای داکسیس ۳.۰، حداکثر گذرداد شبکه نظری برای تعداد کانال های تجمیع شده در جدول زیر فهرست شده است.
| تعداد کانال ها | تعداد کانال ها | توان عملیاتی پایین دست  | توان عملیاتی پایین دست   | توان عملیاتی بالادست   |
| پایین دست      | بالادست        | داکسیس                  | یورو-داکسیس              | توان عملیاتی بالادست   |
| -------------- | -------------- | ----------------------- | ------------------------ | ---------------------- |
| ۴              | ۴              | ۱۷۱.۵۲ مگابیت بر ثانیه  | ۲۲۲.۴۸ مگابیت بر ثانیه   | ۱۲۲.۸۸ مگابیت بر ثانیه |
| ۸              | ۴              | ۳۴۳.۰۴ مگابیت بر ثانیه  | ۴۴۴.۹۶ مگابیت بر ثانیه   | ۱۲۲.۸۸ مگابیت بر ثانیه |
| ۱۶             | ۴              | ۶۸۶.۰۸ مگابیت بر ثانیه  | ۸۸۹.۹۲ مگابیت بر ثانیه   | ۱۲۲.۸۸ مگابیت بر ثانیه |
| ۲۴             | ۸              | ۱۰۲۹.۱۲ مگابیت بر ثانیه | ۱۳۳۴.۷۸۴ مگابیت بر ثانیه | ۲۴۵.۷۶ مگابیت بر ثانیه |
| ۳۲             | ۸              | ۱۳۷۲.۱۶ مگابیت بر ثانیه | ۱۷۷۹.۷۱۲ مگابیت بر ثانیه | ۲۴۵.۷۶ مگابیت بر ثانیه |

توجه داشته باشید که تعداد کانال هایی که یک سیستم کابلی می تواند پشتیبانی کند به نحوه راه اندازی/پیاده‌سازی سیستم کابلی بستگی دارد. به عنوان مثال، مقدار پهنای باند موجود در هر جهت، عرض کانال های انتخاب شده در جهت بالادست، و محدودیت های سخت افزاری، حداکثر مقدار کانال ها را در هر جهت محدود می کند.
توجه داشته باشید که حداکثر پهنای باند پایین‌دستی در همه نسخه‌های داکسیس به نسخه همان استاندارد استفاده شده و تعداد کانال‌های بالادستی مورد استفاده در صورت استفاده از داکسیس ۳.۰ بستگی دارد، اما عرض کانال بالادستی مستقل از داکسیس یا یورو-داکسیس است.

### بالادست
جریان داده بالادستی در داکسیس سنتی در آمریکای شمالی از محدوده فرکانس ۵-۴۲ مگاهرتز استفاده می کند. در مقایسه، در یورو-داکسیس از محدوده ۵-۶۵ مگاهرتز استفاده می شود. این به عنوان یک طرح "کم تقسیم" (به انگلیسی: low-split) یا "زیر-تقسیم" (به انگلیسی: sub-split) شناخته می شود، که قادر به ارائه ظرفیت نسبی ~۱۰۸ مگابیت بر ثانیه در بالادست (با فرض ۴ کانال بالادستی SC-QAM) است.

## تجهیزات

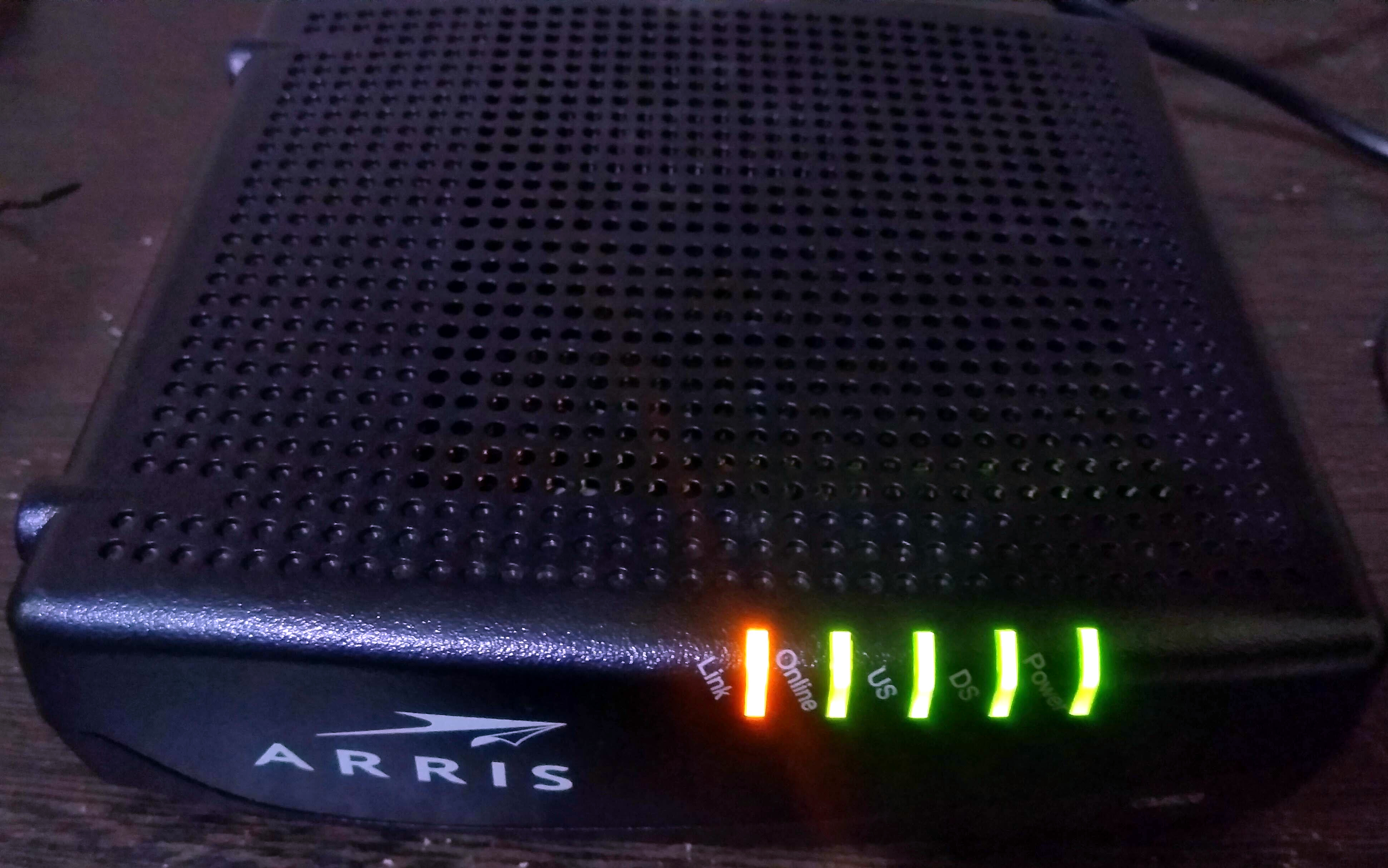
یک مودم کابلی داکسیس ۳.۰

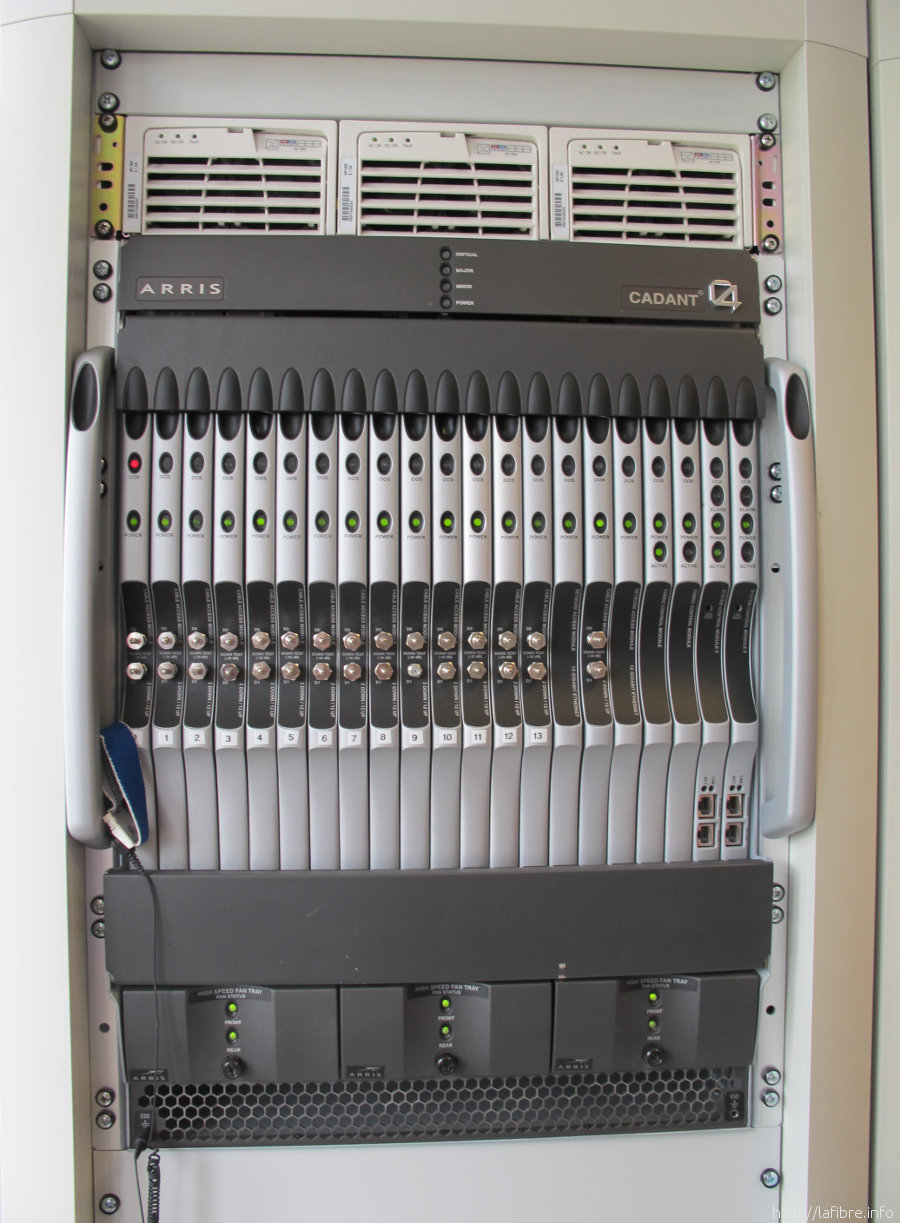
سیستم پایانی مودم کابلی

معماری داکسیس شامل دو جزء اصلی است: یک مودم کابلی واقع در محل مشتری، و یک سیستم پایانی مودم کابلی (به انگلیسی: CMTS) واقع در انتهای سیستم کابلی. برخی از سیستم های کابلی که از یک سیستم فیبر کواکسیال هیبریدی استفاده می کنند. خطوط فیبر نوری سیگنال‌های دیجیتال را به گره‌های نوری در سیستم می‌آورند و در آنجا به کانال‌های RF و سیگنال‌های مودم در خطوط ترانک کواکسیال تبدیل می‌شوند.
رایانه شخصی مشتری و تجهیزات جانبی مربوطه در محل مشتری را تجهیزات محل مشتری (به انگلیسی: CPE) می گویند. سی‌پی‌ای به مودم کابلی متصل می شود که به نوبه خود از طریق شبکه فیبر کواکسیال هیبریدی (اچ‌اف‌ای) به سیستم پایانی مودم کابلی (سی‌ام‌تی‌اس) متصل می شود. سپس سی‌ام‌تی‌اس ترافیک بین اچ‌اف‌ای و اینترنت را هدایت/مدیریت می کند. اپراتور شبکه کابلی با استفاده از سیستم های پشتیبانی کننده، کنترل پیکربندی مودم کابلی را اعمال می کند.
در ایرلند داکسیس ۲.۰ توسط دیجی‌وب روی فرکانس های مایکروویو (۱۰ گیگاهرتز) نیز استفاده می شود. در این روش به جای شبکه اچ‌اف‌ای از پیوندهای بی‌سیم اختصاصی استفاده می شود. در محل هریک از مشترکین، مودم کابلی معمولی به یک جعبه آنتن متصل است که به فرکانس‌های مایکروویو تبدیل می‌شود و روی فرکانس ۱۰ گیگاهرتز به ارسال و دریافت می پردازد. هر مشتری یک لینک اختصاصی دارد، اما دکل فرستنده باید در خط دید باشد (بیشتر این سایت ها بالای تپه هستند).

## امنیت
داکسیس در پایه ای ترین اصول مشخصات استانداردی خود، برای حریم خصوصی، از خدمات امنیتی در لایه کنترل دسترسی رسانه بهره می برد . داکسیس ۱.۰ از مشخصات استانداردی رابط حریم خصوصی پایه(به انگلیسی: Baseline Privacy Interface (BPI)) استفاده می کند. BPI بعداً با انتشار مشخصات Baseline Privacy Interface Plus (BPI+) که توسط داکسیس ۱.۱ و ۲.۰ استفاده شد، بهبود یافت. اخیراً، تعدادی از پیشرفت‌ها به Baseline Privacy Interface به عنوان بخشی از داکسیس ۳.۰ اضافه شد و مشخصات استاندارد در این زمینه به «امنیت» تغییر نام داد.
هدف از مشخصات BPI/SEC، توصیف خدمات امنیتی لایه کنترل دسترسی رسانه برای فیبر کواکسیال هیبریدی داکسیس بر روی ارتباطات مودم کابلی است. اهداف امنیتی BPI/SEC دو دسته هستند:
- ارائه حریم خصوصی داده کاربران مودم کابلی در سراسر شبکه کابلی
- ارائه خدمات حفاظتی به اپراتورهای خدمات کابلی (یعنی جلوگیری از دسترسی غیرمجاز مودم ها و کاربران به خدمات لایه کنترل دسترسی رسانه شبکه)

BPI/SEC برای جلوگیری از شنود کاربران کابلی از یکدیگر در نظر گرفته شده است و این کار را با رمزگذاری جریان داده بین سیستم پایانی مودم کابلی و مودم کابلی انجام می دهد. BPI و BPI+ از رمزگذاری استاندارد رمزگذاری داده (به انگلیسی: DES) ۵۶ بیتی استفاده می کنند، در‌حالیکه SEC پشتیبانی از استاندارد رمزگذاری پیشرفته (به انگلیسی: AES) ۱۲۸ بیتی را به استاندارد افزوده است. در عین حال، کلید AES نیز توسط یک کلید RSA ۱۰۲۴ بیتی محافظت می شود.
BPI/SEC در نظر گرفته شده است تا به اپراتورهای خدمات کابلی اجازه دهد از خدمات مودم های کابلی تایید نشده و کاربران غیرمجاز خودداری کنند. BPI+ تقویت و ارتقای احراز هویت را با افزودن گواهی دیجیتال به پروتکل تبادل کلید خود انجام میدهد. در این بین، تبادل کلید با استفاده از زیرساخت کلید عمومی (به انگلیسی: PKI) و تحت نظارت مراجع صدور گواهی دیجیتال (CAs) انجام می شود. در حال حاضر برای استاندارد های داکسیس و یورو-داکسیس، شرکت Excentis (که قبلاً tComLabs نامیده می‌شد) نقش بررسی کننده را برای صدور گواهی دیجیتال بر عهده دارد. به طور معمول، اپراتور خدمات کابلی به صورت دستی آدرس مک مودم کابلی را به حساب مشتری با اپراتور خدمات کابلی اضافه می کند. و شبکه فقط به یک مودم کابلی اجازه دسترسی می دهد که می تواند آن آدرس مک را با استفاده از یک گواهی معتبر صادر شده از طریق PKI تأیید کند. BPI در مشخصات استاندارد قبلی (ANSI/SCTE 22-2 ) خدمات حفاظتی محدودی داشت. زیرا پروتکل زیرلایه ای مدیریت کلید، مودم کابلی کاربر را اصالت‌سنجی نمی کرد.
در صورتی که تنها ارتباطات مهم تجاری مجاز به استفاده از شبکه باشند و دسترسی کاربران نهایی به شبکه مجدود شود، امنیت در شبکه داکسیس به طور قابل توجهی بهبود خواد یافت. حملات موفقیت‌آمیز اغلب زمانی اتفاق می‌افتند که سیستم پایانی مودم کابلی به جهت سازگاری با مودم‌های اولیه با استاندارد داکسیس ۱.۱ پیکربندی شده باشد. این مودم‌ها به ذهنیت «نرم‌افزار قابل ارتقا در محل مشتری» ساخته شده بودند، اما شامل گواهی‌های ریشه معتبر داکسیس یا یورو-داکسیس نبودند.

## مراجع
1. ↑  "Five Modem Makers' Systems Considered for Cable Data Specifications". CableLabs. September 23, 1996. Archived from the original on October 21, 2002. Retrieved April 15, 2023.
2. ↑  "CableLabs Selects Broadcom and Terayon to Author Advanced Modem Technology Proposals". CableLabs. November 13, 1998. Archived from the original on October 11, 2013. Retrieved April 15, 2023.
3. ↑  "Data-over-Cable Service Interface Specifications (DOCSIS)". Community.Cisco.com. Cisco Systems. March 1, 2019. Retrieved April 15, 2023.
4. 1 2  "Cable Modem Termination System–Network Side Interface Specification" (PDF). CableLabs. Archived from the original (PDF) on August 17, 2016. Retrieved July 27, 2016.
5. 1 2  "Specifications". CableLabs. Retrieved December 2, 2017.
6. ↑  Greg, White; Rong, Pan. "Active Queue Management (AQM) Based on Proportional Integral Controller Enhanced (PIE) for Data-Over-Cable Service Interface Specifications (DOCSIS) Cable Modems". Tools.IETF.org. Retrieved April 12, 2021.
7. ↑  "Active Queue Management in DOCSIS 3.x Cable Modems" (PDF). CableLabs.
8. ↑  "Comcast to Introduce World's First DOCSIS 3.1-Powered Gigabit Internet Service in Atlanta, Chicago, Detroit, Miami, and Nashville". BusinessWire.com. February 2, 2016. Retrieved February 15, 2016.
9. ↑  "Mediacom Going All DOCSIS 3.1 by Year-End". Light Reading. Retrieved December 2, 2017.
10. ↑  Hamzeh, Belal (October 11, 2017). "CableLabs Completes Full Duplex DOCSIS Specification". CableLabs. Retrieved June 17, 2019.
11. 1 2  "DOCSIS 4.0 Technology". CableLabs. Retrieved March 7, 2023.
12. ↑  Baumgartner, Jeff (September 25, 2024). "Comcast, Charter and Broadcom Take Aim at 25-Gig on HFC". Light Reading. Informa. Retrieved December 29, 2024.
13. ↑  Downey, John J. (July 31, 2014). "DOCSIS 3.1 Overview". PiedmontSCTE.org. Retrieved October 24, 2024.
14. ↑  "DOCSIS Technology". Rohde & Schwarz.
15. ↑  "Recommendation J.83 (1997) Amendment 1 (11/06)". November 2006. Retrieved June 20, 2013.
16. 1 2  "CableLabs Issues DOCSIS 3.0 Specifications Enabling 160 Mbps". CableLabs. Archived from the original on November 20, 2010. Retrieved December 2, 2017.
17. ↑  Sinclair, Dave. "DOCSIS What's Next - An Overview" (PDF). SCTE-SanDiego.org. Archived from the original (PDF) on August 15, 2017. Retrieved March 6, 2023.
18. ↑  "DOCSIS 2.0 Interface". CableModem.com. Archived from the original on September 4, 2009.
19. ↑  Torbet, Dan (April 9, 2008). "IPv6 and Cable: How Cable is managing the transition from IPv4 to IPv6" (PDF). Rocky Mountain IPV6 Task Force. Retrieved February 12, 2015.
20. ↑  "Five Modem Makers' Systems Considered for Cable Data Specifications". CableLabs. September 23, 1996. Archived from the original on October 21, 2002. Retrieved April 15, 2023.
21. ↑  "CableLabs Selects Broadcom and Terayon to Author Advanced Modem Technology Proposals". CableLabs. November 13, 1998. Archived from the original on October 11, 2013. Retrieved April 15, 2023.
22. ↑  "Data-over-Cable Service Interface Specifications (DOCSIS)". Community.Cisco.com. Cisco Systems. March 1, 2019. Retrieved April 15, 2023.
23. ↑  "StackPath". BroadbandTechReport.com. Retrieved June 25, 2022.
24. ↑  "Wireless Broadband Internet". Ogier Electronics. Retrieved April 30, 2020.
25. ↑  "United States v. Ryan Harris a.k.a. DerEngel and TCNISO, Inc" (PDF). Wired. p. 2. When a computer user seeks to access the internet, the user's modem will report its MAC address to the ISP, and if the ISP recognizes the modem's MAC address as belonging to a paying subscriber, the ISP will allow the user to access the internet via the ISP's network.
26. ↑  "Mediacom Going All DOCSIS 3.1 by Year-End". Light Reading. Retrieved December 2, 2017.

## مشخصات فنی
- مستندات DOCSIS ۱.۰
- مستندات DOCSIS ۱.۱
- مستندات DOCSIS ۲.۰
- مستندات DOCSIS ۳.۰
- مستندات DOCSIS ۳.۱
- مستندات DOCSIS ۴.۰